# Julien Falchero
Julien Falchero (Valence, 2 de marzo de 1997) es un piloto de automovilismo francés.

## Carrera
Falchero comenzó su carrera en el automovilismo en 2015 en el V de V Challenge Monoplace, donde quedó segundo en el campeonato para el equipo GSK Grand Prix con una victoria, siete podios y 474,5 puntos. También hizo su debut en la Fórmula Renault 2.0 Alpes durante la temporada GSK durante el penúltimo fin de semana de carrera en el Misano World Circuit Marco Simoncelli, terminando las carreras en el puesto 19 y 15. También condujo para GSK en el último fin de semana de la Eurocopa de Fórmula Renault en el Circuito de Jerez, terminando decimoctavo en dos ocasiones y vigésimo segundo en una.
En 2016, Falchero hizo su debut a tiempo completo tanto en la Eurocup como en la Copa de Europa del Norte de Fórmula Renault para el equipo R-ace GP. En ambos campeonatos terminó decimotercero en la clasificación final. En la Eurocopa consiguió tres séptimos puestos como mejor resultado y anotó 32,5 puntos. En el NEC, el sexto lugar fue su mejor resultado, lo que significó que terminó la temporada con 124 puntos.
En diciembre de 2016 Falchero participó en las sesiones de prueba de la GP3 Series para el equipo Campos Racing. En esto impresionó lo suficiente como para participar en una temporada completa en el campeonato del equipo en 2017. Tuvo un comienzo de año difícil, pero logró sumar puntos regularmente en la segunda mitad de la temporada, con el quinto lugar en Spa-Francorchamps como lo más destacado. Con 16 puntos terminó decimoquinto en la puntuación final.
En 2018 Falchero permaneció activo en la GP3, pero se cambió al equipo Arden International.

## Resultados

### GP3 Series
(Clave) (negrita indica pole position) (cursiva indica vuelta rápida puntuable)

| Año  | Escudería           | 1   | 1   | 2   | 2   | 3   | 3   | 4   | 4   | 5   | 5   | 6   | 6   | 7   | 7   | 8   | 8   | 9   | 9   | Pos. | Puntos | Ref.  |
| ---- | ------------------- | --- | --- | --- | --- | --- | --- | --- | --- | --- | --- | --- | --- | --- | --- | --- | --- | --- | --- | ---- | ------ | ----- |
| 2017 | Campos Racing       | BAR | BAR | SPI | SPI | SIL | SIL | BUD | BUD | SPA | SPA | MNZ | MNZ | JER | JER | YMC | YMC |     |     | 15.º | 16     | [ 2 ] |
| 2017 | Campos Racing       | 11  | 10  | 15  | 11  | 10  | Ret | 13  | Ret | 8   | 5   | 8   | C   | 10  | 9   | DNS | 16  |     |     | 15.º | 16     | [ 2 ] |
| 2018 | Arden International | BAR | BAR | LEC | LEC | SPI | SPI | SIL | SIL | BUD | BUD | SPA | SPA | MNZ | MNZ | SOC | SOC | YMC | YMC | 22.º | 0      | [ 3 ] |
| 2018 | Arden International | 14  | 11  | 16  | 15  | 15  | 14  | Ret | Ret | 15  | 15  | 16  | 14  | Ret | 13  |     |     |     |     | 22.º | 0      | [ 3 ] |